# Christiaan Lodewijk II van Mecklenburg-Schwerin
Christiaan Lodewijk II van Mecklenburg-Schwerin (Grabow, 15 november 1683 - Schwerin, 30 mei 1756) was van 1728 tot aan zijn dood hertog van Mecklenburg-Schwerin. Hij behoorde tot het huis Mecklenburg.

## Levensloop
Christiaan Lodewijk II was de derde zoon van Frederik van Mecklenburg-Schwerin, hertog van Mecklenburg-Grabow, en diens echtgenote Christina Wilhelmina, dochter van landgraaf Willem Christoffel van Hessen-Homburg-Bingenheim, en een neef van de kinderloze hertog Christiaan Lodewijk I van Mecklenburg-Schwerin. Christiaan Lodewijks oudste broer Frederik Willem volgde zijn oom in 1692 op als hertog van Mecklenburg-Schwerin. Na diens overlijden in 1713 werd zijn oudere broer Karel Leopold de heerschappij van het hertogdom over.
Zijn broer Karel Leopold wilde het absolutisme invoeren in zijn domeinen. Het kwam hierdoor tot een conflict met de Staten. Nadat de Verenigde Landstaten van Mecklenburg een klacht hadden ingediend bij keizer Karel VI, werd in 1717 de Rijksexecutie tegen Karel Leopold ingesteld wegens rechtsinbreuken en autocratische nastreving. De uitvoering van de Rijksexecutie werd toegewezen aan koning George I van Groot-Brittannië, in diens hoedanigheid als keurvorst van Hannover. Nadat de procedure van de Rijksexecutie in 1619 was afgelopen, verliet Karel Leopold het land. De regering van Mecklenburg-Schwerin werd overgenomen door George I en koning Frederik Willem I van Pruisen. Na de dood van George I in 1727 werd de Rijksexecutie opgeheven. Uiteindelijk werd Christiaan Lodewijk II in 1728 door de Rijkshofraad in Wenen tot hertog van Mecklenburg-Schwerin benoemd.
Christiaan Lodewijk II werd nog steeds geconfronteerd met de gevolgen van de Rijksexecutie. Acht ambten waren verpand aan de keurvorst van Hannover, vier aan de koning van Pruisen. De politieke en administratieve versplintering van Mecklenburg-Schwerin werd hierdoor verscherpt en de macht van de hertog van Mecklenburg-Schwerin wezenlijk ingeperkt. Pas in 1787 kregen de hertogen van Mecklenburg-Schwerin de vier ambten terug die in handen van de koning van Pruisen waren.
In 1733 probeerde hij tevergeefs de heerschappij van Mecklenburg-Schwerin terug te winnen. In 1748 besloot Christiaan Lodewijk met hertog Adolf Frederik III van Mecklenburg-Strelitz tot de ontbinding van de Mecklenburgse gezamenlijke staat over te gaan, wat echter mislukte door de bittere weerstand van de landsadel. In 1755 sloot Christiaan Lodewijk met de Staten uiteindelijk het Landsgrondwettelijke Erfvergelijk. Dit vergelijk bevestigde de macht van de landsadel in Mecklenburg-Schwerin, wat tot aan de einde van de Duitse monarchieën in 1918 de achterstand van Mecklenburg-Schwerin betekende.
Christiaan Lodewijk liet door Johann Friedrich Künecke een jachtslot oprichten in Krenow, dat later uitgroeide tot het Slot Ludwigslust. In mei 1756 stierf hij op 72-jarige leeftijd, waarna hij werd bijgezet in de Sint-Nicolaaskerk van Schwerin.

## Huwelijk en nakomelingen
Op 17 november 1714 huwde hij met Gustava Carolina (1694-1748), dochter van hertog Adolf Frederik II van Mecklenburg-Strelitz. Ze kregen vijf kinderen:
- Frederik (1717-1785), hertog van Mecklenburg-Schwerin
- Ulrika Sophia (1723-1813), abdis van het klooster van Rühn
- Lodewijk (1725-1778), erfprins van Mecklenburg-Schwerin
- Louise (1730-1730)
- Amalia (1732-1775), kloosterdame in Herford